# Borek (Pardubice)
Borek é uma comuna checa localizada na região de Pardubice, distrito de Pardubice.